# Španělský přechod k demokracii
Španělský přechod k demokracii (španělsky Transición española a la democracia) byl proces ve Španělsku v období let 1975–1978. Fakticky znamenal třetí restauraci monarchie ve španělských dějinách a vznik demokratického právního státu, včetně schválení nové demokratické ústavy.

## Události

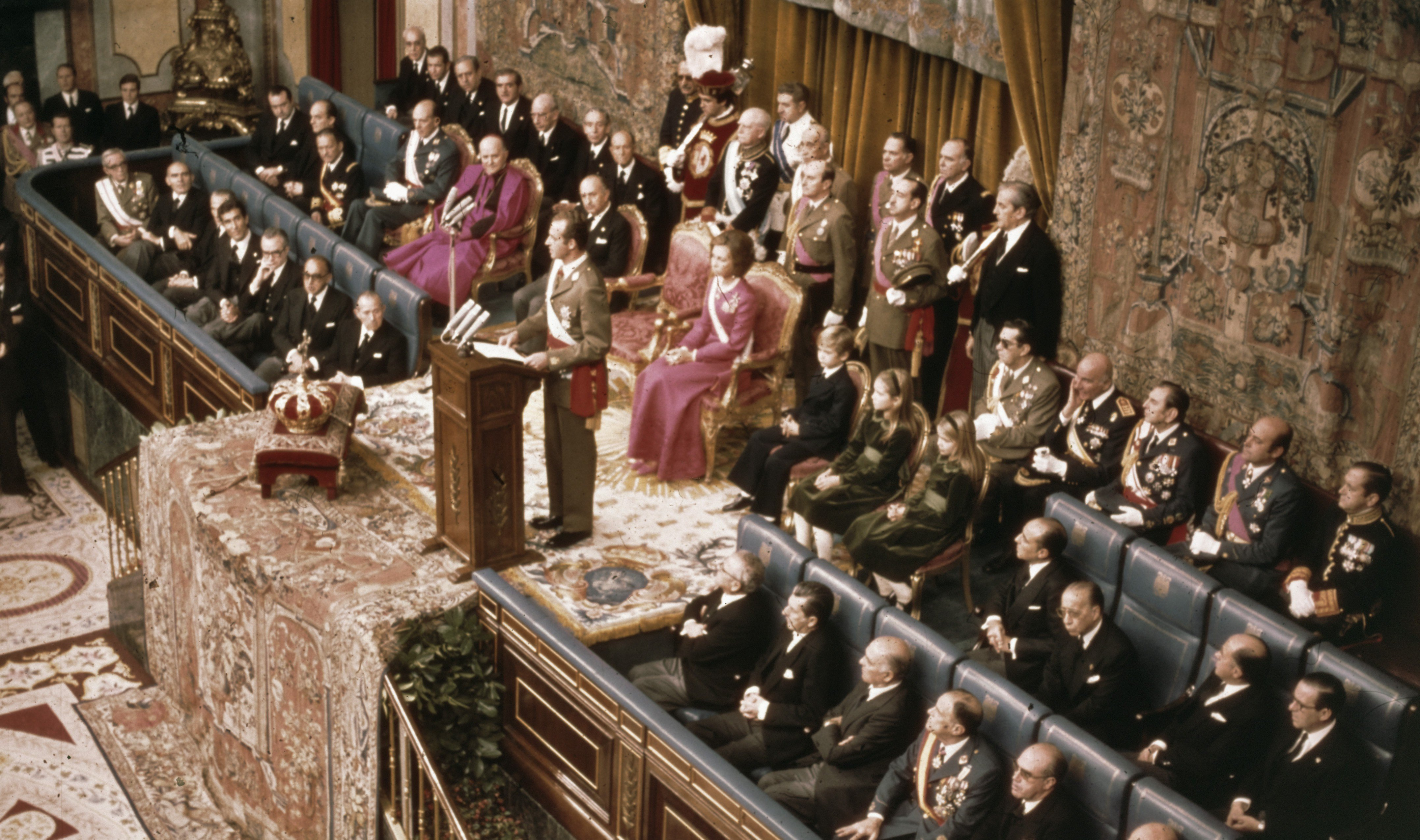
Španělský král Jan Karel I. před cortesami při provolání španělským králem 22. listopadu 1975.

Po smrti generála Franca v listopadu 1975 bezprostředně poté korunovaný král Juan Carlos I. pohotově inicioval reformy, a to zvláště v armádě, k nelibosti falangistů a konzervativních (monarchistických) sil v zemi, kteří očekávali zachování autoritářské vlády. V červenci 1976 stanovil Adolfo Suáreze, bývalého lídra Národního hnutí (Movimiento Nacional), španělským premiérem.
20. května 1977 navštívil šéf teprve nedávno legalizované Španělské socialistické dělnické strany (PSOE), Felipe González, v doprovodu Javiera Solany, Juana Carlose I. v paláci Zarzuela. Událost znamenala klíčové potvrzení podpory monarchie ze strany španělské levice, která byla historicky republikánská. Podpora pro monarchii zleva ještě vzrostla krátce poté, co z iniciativy krále, navzdory silnému odporu pravicově zaměřeného velení španělské armády v době studené války, směla z ilegality vystoupit Komunistická strana Španělska.
15. června 1977 se ve Španělsku konaly první demokratické postfrancovské volby. V roce 1978 byla schválena nová ústava, jež stanovila Juana Carlose právoplatným následníkem španělské panovnické dynastie Bourbonů a tedy králem španělským. Toto schválení stvrdilo pozici Juana Carlose prohlášením za skutečnou hlavu státu historické monarchie, a nikoli nástupcem jmenovaným diktátorem Frankem. Ústava byla schválena demokraticky zvolenými kortesami (španělský parlament) a španělským lidem v referendu (6. prosince 1978) a poté uvedena v platnost podpisem krále před prvním slavnostním shromážděním kortes.